# Expedition des Herzogs von Anville

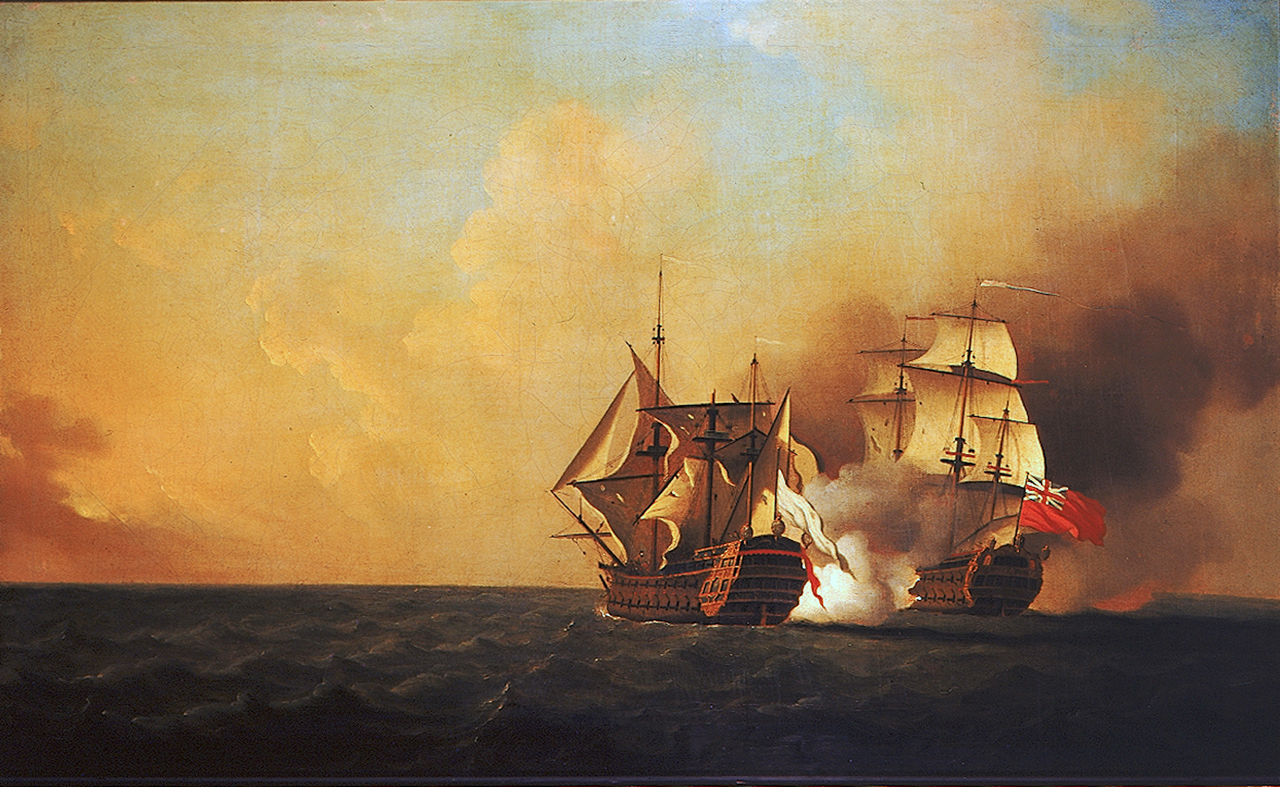
Gemälde von Samuel Scott, das das französische Kriegsschiff le Mars und die britische HMS Nottingham im Gefecht zeigt, nachdem die Expedition von Anville am 11. Oktober 1746 gescheitert war.

Die Expedition des Herzogs von Anville (französisch: expédition du duc d’Anville) vom Juni bis Oktober 1746 wurde von Frankreich mit dem Ziel organisiert, Akadien den britischen Streitkräften zu entreißen, indem Louisbourg und Port Royal zurückerobert werden sollten. Die Expedition wurde von Jean-Baptiste de La Rochefoucauld de Roye, dem damaligen Herzog von Aville, angeführt und war die größte Seestreitmacht, die vor der Amerikanischen Revolution in Nordamerika zusammengezogen wurde. Die Bemühungen, Akadien zurückzuerobern, wurden auch von der Ramezay-Expedition unterstützt, die von Québec aus startete.
Neben der Rückeroberung Akadiens von den Briten hatte d’Anville auch den Befehl erhalten, Boston zu beschießen und die britischen Besitzungen in den Westindischen Inseln anzugreifen. Die Ankündigung der Expedition löste in New York und Neuengland Angst und Bestürzung aus.
Letztlich scheiterte die Expedition unter anderem an katastrophalen hygienischen Bedingungen und daraus folgenden Epidemien unter den Besatzungen und der mangelhaften Versorgungslage.

## Historischer Hintergrund
Großbritannien hatte die Halbinsel Akadien durch die Eroberung ihrer Hauptstadt Port-Royal 1710 als Kolonie von Frankreich erworben. In den folgenden fünfzig Jahren unternahmen Frankreich, die Akadier sowie die Kanadier und Mi’kmaqs sechs militärische Angriffsversuche mit dem Ziel, die Halbinsel und deren Hauptstadt zurückzuerobern. Die Entscheidung, die Expedition zu entsenden, kam von König Ludwig XV. während des kolonialen sog. King George’s War nach dem Fall von Louisbourg im Jahr zuvor. Die Expedition des Herzogs von Anville, die in Koordination mit der von Québec aus startenden Ramezay-Expedition (bestehend aus 700 Mann und 7 Schiffen) durchgeführt wurde, war der letzte Versuch einer Rückeroberung.

## Vorbereitung

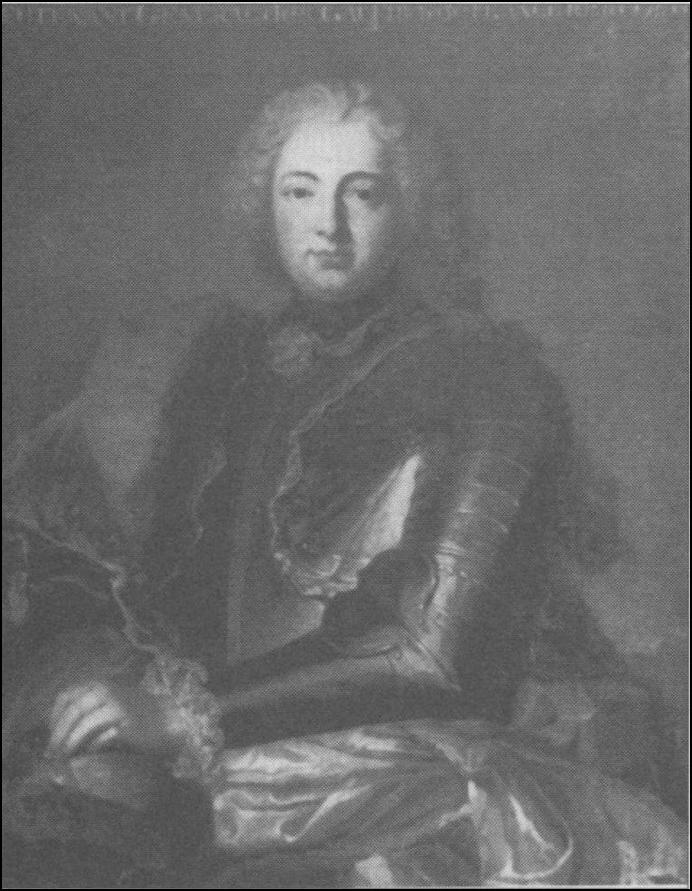
Der Admiral Jean-Baptiste de La Rochefoucauld de Roye, duc d’Anville

Die Expedition des Herzogs von Anville umfasste 13.000 Mann und eine Flotte von 76 Schiffen. Die Ausrüstung der Flotte war langwierig und von vielen Schwierigkeiten geprägt, sodass erst am 22. Juni 1746 von der Île-d’Aix an der Westküste Frankreichs aus die Anker gelichtet werden konnten. Ein Sturm im Golf von Biskaya und Gegenwinde machten die Überfahrt ebenfalls schwierig und langsam. An Bord der Schiffe traten derweil Krankheiten auf, darunter Typhus und Skorbut.
Die Flotte blieb dann wegen einer Flaute tagelang auf den Azoren stecken. Auf die relative Windstille folgte ein Sturm, bei dem mehrere Schiffe von Blitzen getroffen wurden. Ein Blitz brachte in einem Schiff das Pulvermagazin zur Explosion, was 30 Tote und Verletzte zur Folge hatte. Am 24. August 1746 war die Expedition seit über zwei Monaten auf See, aber immer noch 300 Meilen von Akadien entfernt.
Am 10. September trafen die wichtigsten Elemente auf der Île de Sable ein. Drei Tage später wurden die Schiffe nochmals von einem heftigen Sturm heimgesucht, bei dem mehrere Schiffe beschädigt wurden, die daraufhin nach Frankreich zurückkehren mussten. Eines dieser Schiffe war die Mars (Bild oben), die beim Ankern auf der Île de Sable so stark beschädigt wurde, dass sie mit der Raphael nach Frankreich zurücklief. Einige Wochen später geriet das Schiff in einen weiteren Sturm, der es weiter beschädigte und von der Raphael trennte. Zwanzig Meilen vor der irischen Küste wurde die Mars von der HMS Nottingham bei einem Angriff nochmals schwer beschädigt und konnte schließlich gekapert werden.
Die Ramezay-Expedition wurde von Québec City aus entsandt, um sich der Flotte von Anville anzuschließen. Jean-Louis Le Loutre, eigentlich Geistlicher, sollte die beiden Streitkräfte koordinieren. Die Landexpedition wurde von Jean Baptiste Nicolas Roch de Ramezay angeführt. Sein Truppenkörper traf im Juli 1746 mit fast siebenhundert Soldaten und einundzwanzig Offizieren in Zentralakadien ein. Er schlug sein Lager in Beaubassin auf, wo er auf 300 Abenaki vom Saint-Jean River und 300 Mi’kmaqs traf. Die Landstreitkräfte beliefen sich damit zusammen auf 1.300 Mann. Ramezays Soldaten warteten allerdings nunmehr drei Monate lang auf die Ankunft der Flotte des Herzogs d’Anville.

## Katastrophale hygienische Zustände
Die letzten Schiffe des Herzogs von Anville erreichten Akadien erst Ende September 1746. Besatzungen und Marineinfanteristen hatten somit drei Monate auf See ausgeharrt. Hunderte von ihnen waren während der Überfahrt gestorben, weitere Hunderte weitere waren schwer krank. Vierundvierzig Schiffe ankerten in der Bucht von Chibouctou (dem heutigen Hafen von Halifax), wo die Expedition die nächsten fünf Wochen verbrachte.
Die Kranken wurden an Land gebracht, und einige erholten sich vom Skorbut, als frische Lebensmittel eintrafen, die von Akadiern aus Grand-Pré und Pisiguit mitgebracht worden waren, doch Typhus und weitere Krankheiten wüteten weiterhin unter den Männern.
Sechs Tage nach ihrer Ankunft, am 27. September 1746, wurde der Herzog von Anville Opfer eines Herzschlags. Er wurde auf der Insel Georges in der Bucht von Chibouctou begraben. Sein Leichnam blieb dort drei Jahre lang, bevor er im September 1749, als Halifax gegründet wurde, nach Louisbourg überführt wurde.
Am 29. September beschloss ein Kriegsrat unter der Leitung von d’Anvilles Nachfolger Constantin-Louis d'Estourmel, 1500 Mann der Flotte und 300 Mann der Ramezay-Expedition zu entsenden, um Port Royal anzugreifen. D'Estourmel war allerdings so verunsichert und entmutigt, dass er nach einem Selbstmordversuch zurücktrat.
Das Kommando über die Expedition fiel an den Generalgouverneur von Neufrankreich Jacques-Pierre de Taffanel de La Jonquière, der als Passagier mit der Flotte gereist war. Die Vorbereitungen für die Operation zum Angriff auf Port Royal wurden nun intensiviert, während weiterhin Krankheiten unter den Männern heimsuchten. Bis Mitte Oktober waren 40 % der Männer, die mit der Flotte Chibouctou erreicht hatten, gestorben oder schwer krank (insgesamt 2861 Offiziere, Seeleute und Soldaten). Die Krankheiten breitete sich ebenfalls auf die Mi’kmaqs, Abenaki und die Männer der Ramezay-Expedition aus.
Mitte Oktober traf eine Truppe von fast dreihundert Männern der Ramezay-Expedition vor Port Royal ein. Die Kanadier und Ureinwohner Amerikas verbrachten einundzwanzig Tage damit, in der Gegend um den Ort zu kampieren und auf die Schiffe zu warten, die mit den Belagerungstruppen und der Artillerie ankommen sollten. Sie unterbrachen die Kommunikation mit der britischen Siedlung am Minas Basin und versuchten, jeglichen Kontakt zwischen dem Ort und den Akadiern zu unterbinden.
Am 24. Oktober liefen zweiundvierzig Schiffe aus Chibouctou aus, geführt von fast fünfzig akadischen Lotsen aus der Gegend. Drei Lazarettschiffe wurden mit den schwächsten Männern nach Frankreich zurückgeschickt. Dreizehn der Schiffe transportierten 94 Offiziere und 1410 Soldaten, um die Belagerung zu leiten. Zwei Tage später, als die Schiffe bereits nahe der Küste von Cap Noir waren, änderte La Jonquière seine Meinung. Er befahl seinen Schiffen, nach Frankreich zurückzukehren, und schickte Befehle an Ramezay, sich aus Port-Royal zurückzuziehen.
Inzwischen hatte Louis-Joseph de Beaussier de l'Isle aus der Bretagne das Kommando über die Fregatte La Subtile übernommen, mit dem Auftrag, den Konvoi an die bretonische Küste zu begleiten, um dann die Reste des Geschwaders des Herzogs von Anville auf ihrem Rückweg von Akadien wiederzutreffen.
Étienne Chardon de Courcelles, der Arzt des Geschwaders, beschrieb den Gesundheitszustand an Bord eines der Schiffe, der Mercure, wie folgt:

« Deux jours après le départ, un coup de vent bouleversa le faux pont, de sorte que les malades tombèrent les uns sur les autres en s’étouffant. Ils étaient hors d’état de s’aider eux-mêmes et personne n’osait s’en approcher pour leur donner du secours (…). Nous perdîmes durant le coup de vent la meilleure et la plus grande partie du peu de rafraichissement qui faisait toute la ressource de nos malades. Nous n’avions point d’infirmiers pour les soigner. L’infection et la puanteur étaient si grandes que la peste se serait mise dans le navire si, à prix d’argent, on n’eut engagé quelques-uns de ceux qui pouvaient se traîner à soigner les autres et à emporter les plus grosses ordures (…). Pour comble d’infortune, les remèdes nous manquèrent bientôt. La diminution des rafraichissements nous réduisit à ne pouvoir donner de la soupe que deux fois par semaine et une once de viande fraiche. Les autres jours, on les nourrissait avec du riz mais ils ne tardèrent point à s’en dégoûter. Le pain ‹ frais › était si mauvais qu’ils ne pouvaient en supporter l’odeur. On entendait d’un bout à l’autre de l’entrepont que des plaintes et des exécrations. J’ai regardé comme un bonheur qu’ils fussent hors d’état de se lever, car, n’ayant personne pour les contenir, il y aurait eu une révolte (…). »

„Zwei Tage nach der Abfahrt erfasste eine Windböe das Deck, so dass die Kranken übereinander fielen und erstickten. Sie waren nicht in der Lage, sich selbst zu helfen, und niemand wagte es, sich ihnen zu nähern, um ihnen Hilfe zu leisten (...). Wir verloren während des Windstoßes den besten und größten Teil der wenigen Versorgungsgüter, die für unsere Kranken so wichtig war. Wir hatten keine Krankenpfleger, um sie zu pflegen. Die Infektionen und der Gestank waren so groß, als ob die Pest in das Schiff eingedrungen wäre und einige von denen, die sich noch schleppend fortbewegen konnten, wurden für Geld verpflichtet, die anderen zu pflegen und den größten Abfall zu entsorgen (...). Zu allem Unglück fehlten uns bald auch noch die Heilmittel. Da die Versorgungsgüter immer weniger wurden, konnten wir nur zweimal pro Woche Suppe und eine Unze frisches Fleisch geben. An den anderen Tagen wurden sie mit Reis gefüttert, den sie aber bald nicht mehr mochten. Das ‚frische‘ Brot war so schlecht, dass sie den Geruch nicht ertragen konnten. Von einem Ende des Zwischendecks bis zum anderen hörte man nur Klagen und Schmähungen. Ich sah es als Glück an, dass sie nicht in der Lage waren, aufzustehen, denn da niemand da war, um sie zurückzuhalten, hätte es einen Aufstand gegeben (...).“

## Nachwirkungen

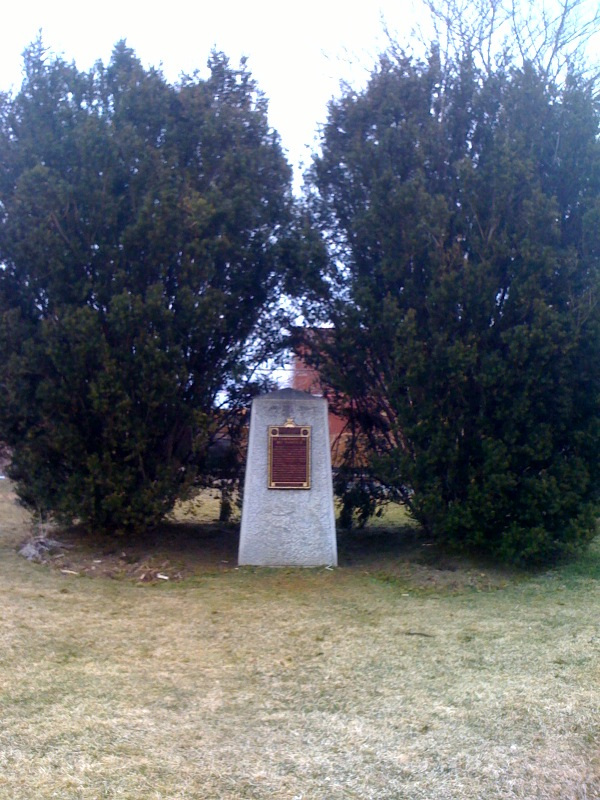
Monument au campement du duc d’Anville, Birch Cove, Halifax, Nouvelle-Écosse
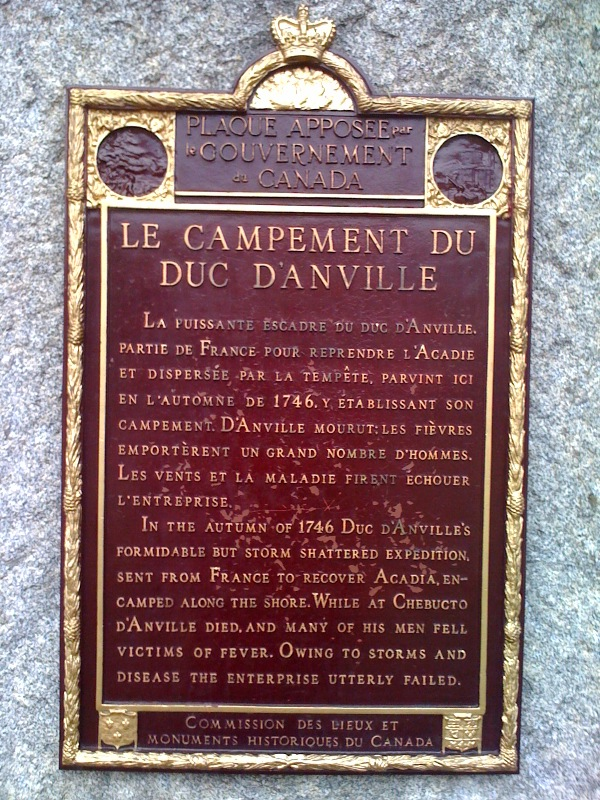
Plaque du duc d’Anville

Als Reaktion auf die Gefahr, die von der Expedition des Herzogs von Anville und der von Ramezay ausging, schickte der Gouverneur William Shirley der Bay Colony Oberst Arthur Noble und mehrere hundert Milizionäre aus Neuengland, um die Kontrolle über Akadien zu übernehmen und Ramezay zurückzudrängen. Ein überraschender Sieg gelang Ramezay am 10. und 11. Februar 1747 gegen diese Truppen in der Schlacht von Grand-Pré. Ramezay griff an und siegte gegen eine Übermacht, die sich in den Häusern der Akadier in Grand-Pré am Minas Basin versteckt hielten.
Die Tragödie der Expedition des Duc d’Anville hatte allerdings schwerwiegende Auswirkungen auf die spätere Beteiligung der Akadier am Krieg. Das Vertrauen, das diese Franzosen in der Neuen Welt in einen Sieg des Mutterlandes gesetzt hatten, wurde ernsthaft erschüttert. Nach dem Scheitern der Expedition wurde Gouverneur von Nova Scotia Paul Mascarene (Hugenotte) den Akadiern, dass sie „keine Hoffnung mehr haben sollten, die französische Herrschaft in Akadien wiederzusehen“. Ein französischer Offizier bemerkte, dass die Akadier, als sich die Ramezay-Expedition aus Port Royal zurückzog, alarmiert und schockiert waren, da sie sich der englischen Vergeltung überlassen fühlten.
Die letzte militärische Auseinandersetzung in der Region fand während des Siebenjährigen Krieges mit der Schlacht von Bloody Creek im Jahr 1757 statt.
Henry Wadsworth Longfellow widmete der Expedition sein Gedicht A Ballad of the French Fleet.